# 川越駅

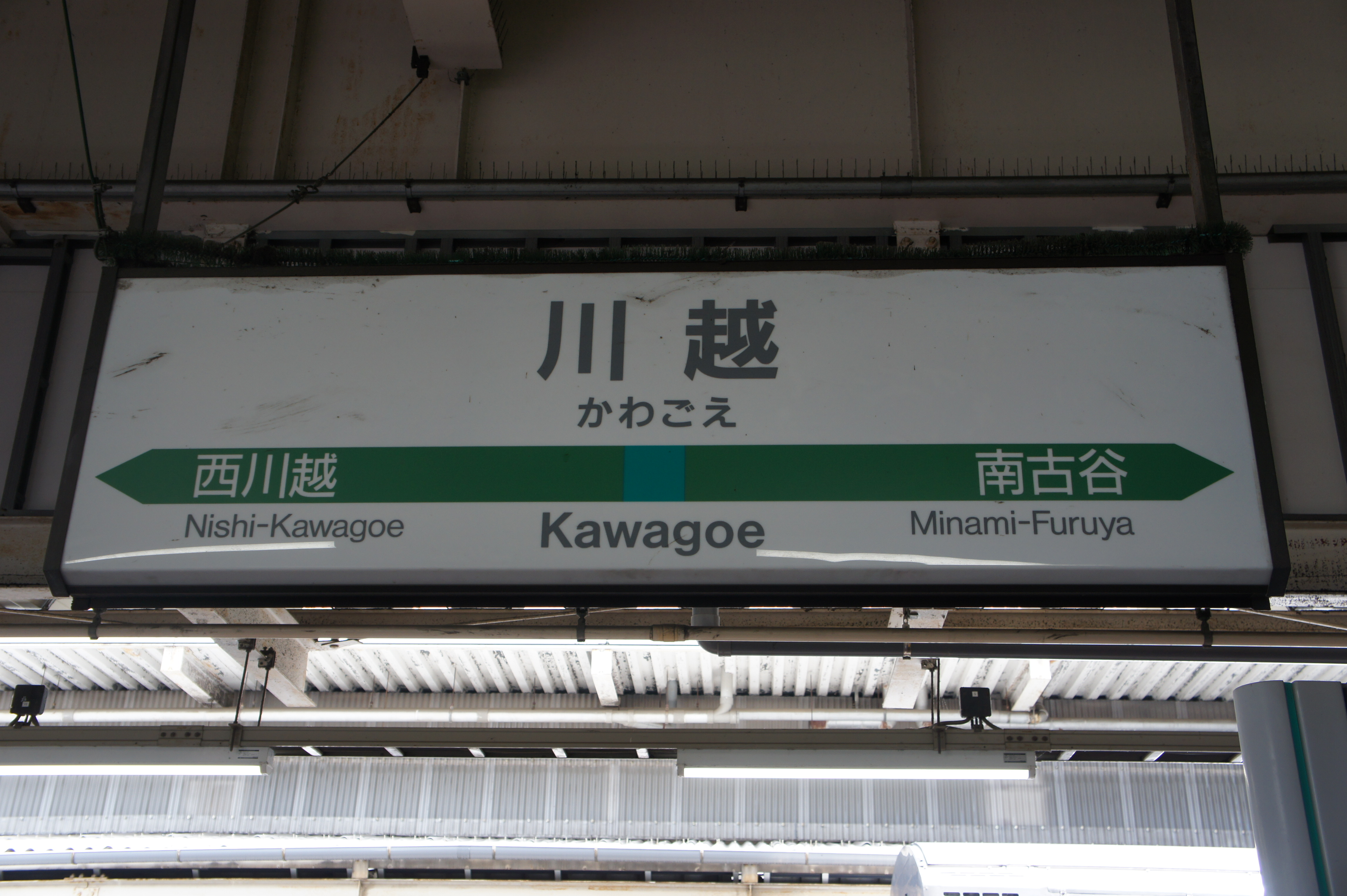
JR東日本川越駅 駅名標

川越駅（かわごええき）は、埼玉県川越市にある、東武鉄道・東日本旅客鉄道（JR東日本）の駅。
東武鉄道の駅は脇田町に、JR東日本の駅は脇田本町に、それぞれ所在する。

## 乗り入れ路線
東武鉄道の東上本線（東上線）と、JR東日本の川越線が乗り入れている。東武鉄道の駅にはTJ 21の駅番号が付与されている。なお、川越線は早朝の下りの一部列車を除いて当駅で系統が分割されており、当駅以東へ向かう列車は大宮駅から埼京線に直通し、当駅以西へ向かう列車は高麗川駅から八高線八王子方面に直通する。

## 歴史

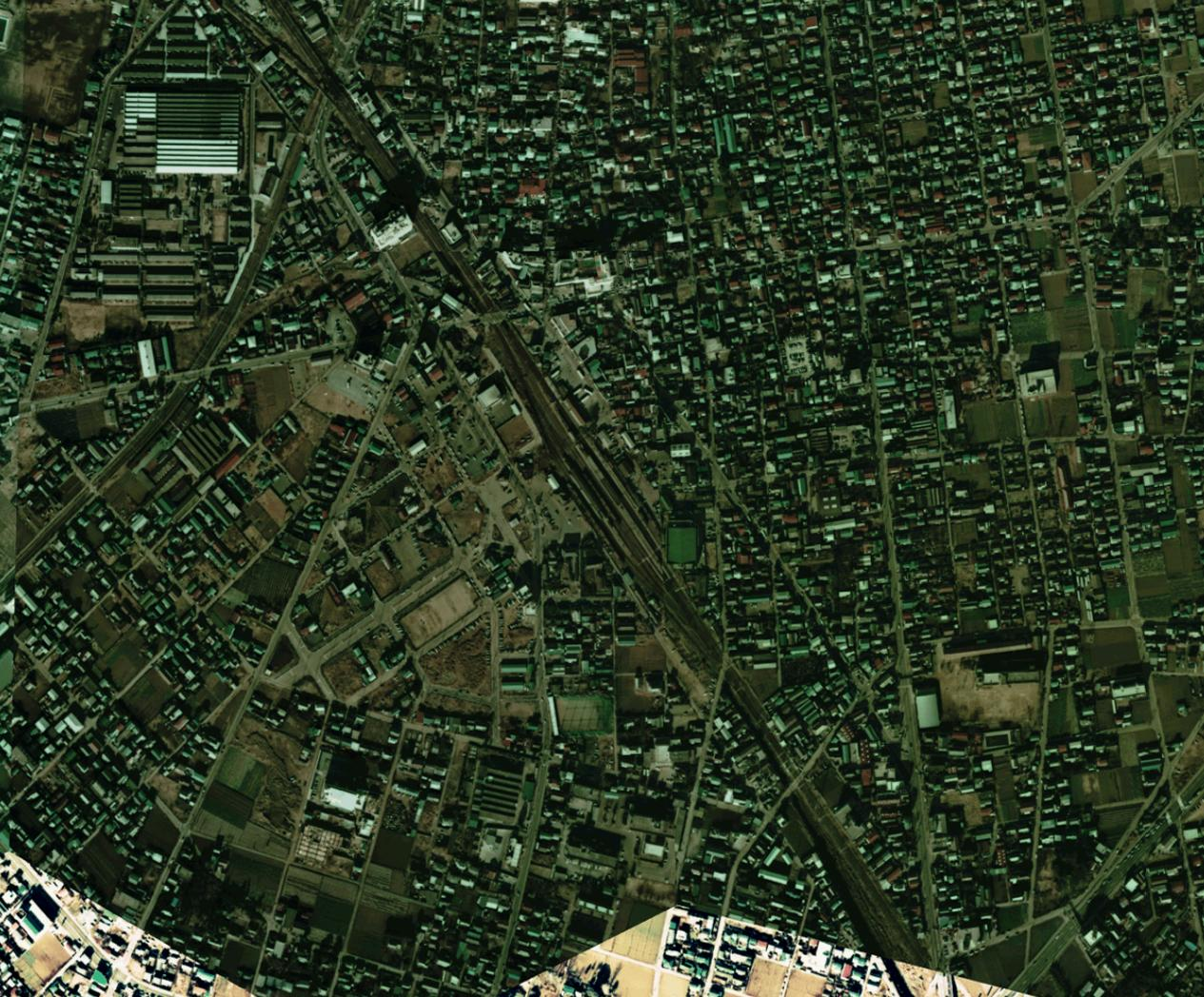
川越駅付近空中写真（1974年）。平屋の駅舎で東武鉄道と国鉄（現・JR東日本）は改札を共用していた。

東上線が川越に到達した時点では駅がなく、やや遅れて開業した。開業時は「川越西町駅」と称し、当時の川越町の南部は旧中心地から川越街道に沿って細長く市街地がはみ出しており、その部分に接した位置にあった。当時の東上線における川越市の玄関駅は、隣の川越町駅（現在の川越市駅）であった。川越線の開業に伴う駅名改称と、市街地の南下により市を代表する駅となった。

### 年表
- 1915年（大正4年）4月1日：東上鉄道の新河岸 - 川越町間に川越西町駅（かわごえにしまちえき）として開業[1][2]。
- 1920年（大正9年）7月27日：東上鉄道が東武鉄道に合併し、東武鉄道東上本線の駅となる。
- 1940年（昭和15年）7月22日：国鉄（のちの日本国有鉄道）川越線川越駅が開業[3]。駅業務は東武鉄道に委託（業務委託駅）[新聞 1]。同時に東武鉄道は川越駅に改称[4][2]。
- 1961年（昭和36年）10月：東武鉄道のホーム有効長を延長[5]。
- 1976年（昭和51年）
  - 6月1日：国鉄川越駅の貨物営業廃止[6]。
  - 11月1日 東上本線川越駅の上り・下りホーム10両編成対応。同時に跨線橋が供用開始[7]。
- 1984年（昭和59年）2月1日：国鉄川越駅の荷物扱いを廃止[6]。
- 1985年（昭和60年）9月30日：国鉄川越線が電化され、埼京線との直通運転を開始。
- 1987年（昭和62年）4月1日：国鉄分割民営化に伴い、川越線は東日本旅客鉄道（JR東日本）の駅となる[6]。
- 1989年（平成元年）2月1日：JR東日本が東武鉄道への駅業務委託を取り止め、直営駅に変更する[新聞 1]。
- 1990年（平成2年）5月16日：東口再開発ビルアトレの開業に伴い、東武鉄道の橋上駅舎が一部供用を開始し、東西自由通路が開通[8][新聞 2]。
- 1991年（平成3年）4月1日：JR東日本の橋上駅舎が供用開始[8]、自動改札機の使用を開始[9][10]。
- 2001年（平成13年）11月18日：JR東日本でICカード「Suica」の利用が可能となる[報道 1]。
- 2004年（平成16年）2月19日：JR東日本側の大幅な駅舎改修が行われ、窓口移動のほか、階段がもう一組大宮側に増設され、川越線ホーム上にはルミネ川越店が開店[11]。
- 2007年（平成19年）
  - 3月18日：東武鉄道でICカード「PASMO」の利用が可能となる[報道 2]。
  - 9月20日：東武鉄道側の駅ナカ商業施設「ファイン川越」が「エキア川越」としてリニューアルオープン。
- 2008年（平成20年）3月18日：東武東上線ホームで発車メロディを導入。
- 2014年（平成26年）3月26日：西口駅前広場の改修工事が完了。ペデストリアンデッキが使用を開始。
- 2018年（平成30年）3月17日：東武東上線ホームにてホームドアの使用を開始[報道 3]。
- 2019年（平成31年）3月16日：東武東上線のダイヤ改正に伴い、新設された「川越特急」の停車駅となる[報道 4]。東武東上線ホームで発車メロディを変更[報道 5]。
- 2020年（令和2年）
  - 7月11日：JR東日本の改札口内に観光案内コーナーを設置[報道 6]。
  - 7月頃：JR東日本の駅がリニューアル。改札口の外観およびみどりの窓口の改良、自動券売機の移設が行われる[報道 7]。
- 2022年（令和4年）2月14日：話せる指定席券売機を導入[12]。みどりの窓口が臨時窓口化[12]。

## 駅構造
2024年時点での駅舎は、1990年から1991年にかけて完成した橋上駅舎で、改札口は東武鉄道、JR東日本それぞれに有しており、両社の乗り換えを行う利用客はいったん改札を出る必要がある。なお1940年の国鉄川越線開業から1989年までは、旧国鉄の駅業務も東武鉄道が受託していた。東口・西口および各路線ホームは地下道のみで接続され中間改札は設置されていなかった。1976年から1979年にかけて混雑回避のため跨線橋が追加された。地下道は廃止されたが、跨線橋の階段部分は現在も橋上駅舎の一部となっている。
商業施設として、東武鉄道（東口）側には「エキア (EQUIA) 川越」（駅構内商業施設）が、JR東日本（西口）側には「ルミネ川越店」（駅ビル）がそれぞれ改札外にある。「エキア川越」は、2007年9月20日に従来の「ファイン (Fine) 川越」に代わり、リニューアル開業した。
東武鉄道・JR東日本ともに改札内にユニバーサルデザインとしての多機能トイレが設置されている（東武：オストメイト対応多目的シート付き、JR東日本：オストメイト対応ベビーシート付き）。全ホームにエレベーターとエスカレーターを設置している。また、コインロッカーも設置している。

### 東武鉄道
相対式ホーム2面2線を有する地上駅。
2008年5月18日より、改札口にウォークインカウンター（カウンター形式の有人通路）が設置された。同年12月頃から2009年3月頃にかけてホームのイメージアップ工事を行うとともにLED式発車標が設置され、出口案内板をピクトグラム化したものに変更した。
東武川越駅管区として、和光市駅 - 霞ヶ関駅間の各駅を統括管理する。

#### のりば
| 番線 | 路線   | 方向 | 行先       |
| ---- | ------ | ---- | ---------- |
| 1    | 東上線 | 上り | 池袋方面   |
| 2    | 東上線 | 下り | 小川町方面 |

- 東上線では通常、駅のホーム番号は下り方から番線表示を付番するが、当駅は川越線のホームとの関係上、上り方が1番線となっている。
- 下り2番線ホームには冷暖房完備のガラス張りの待合室がある。
- 平日朝時間帯に運転される上り「TJライナー」に、森林公園駅 - 当駅までの停車駅から乗車する際は470円が必要となる。
- 旧駅舎時代は下りホームが現在よりも新河岸寄りに位置していた。よって当時は2本のホームの位置が揃っていなかった[15]。
- かつては2面3線の配線で、2番線の反対側に旧3番線が存在していた[16]が、橋上駅舎化以前に廃止された。その後、川越線のホームと線路が増設されるまで、3番線は欠番となっていた。

#### 改札内の商業施設
1番線ホーム
- ファミリーマート 川越駅ホーム店
- UNDERGROUND RAMEN 川越駅店
- QBハウス 東武川越駅店

2番線ホーム
- 文殊（立ち食いそば・うどん店） 川越ホーム店

かつては東武商事が運営する売店ACCESS TOBUが1番線ホームと改札階で、また東武ブックスが運営する書店が改札階でそれぞれ営業していたが、いずれも閉店した。

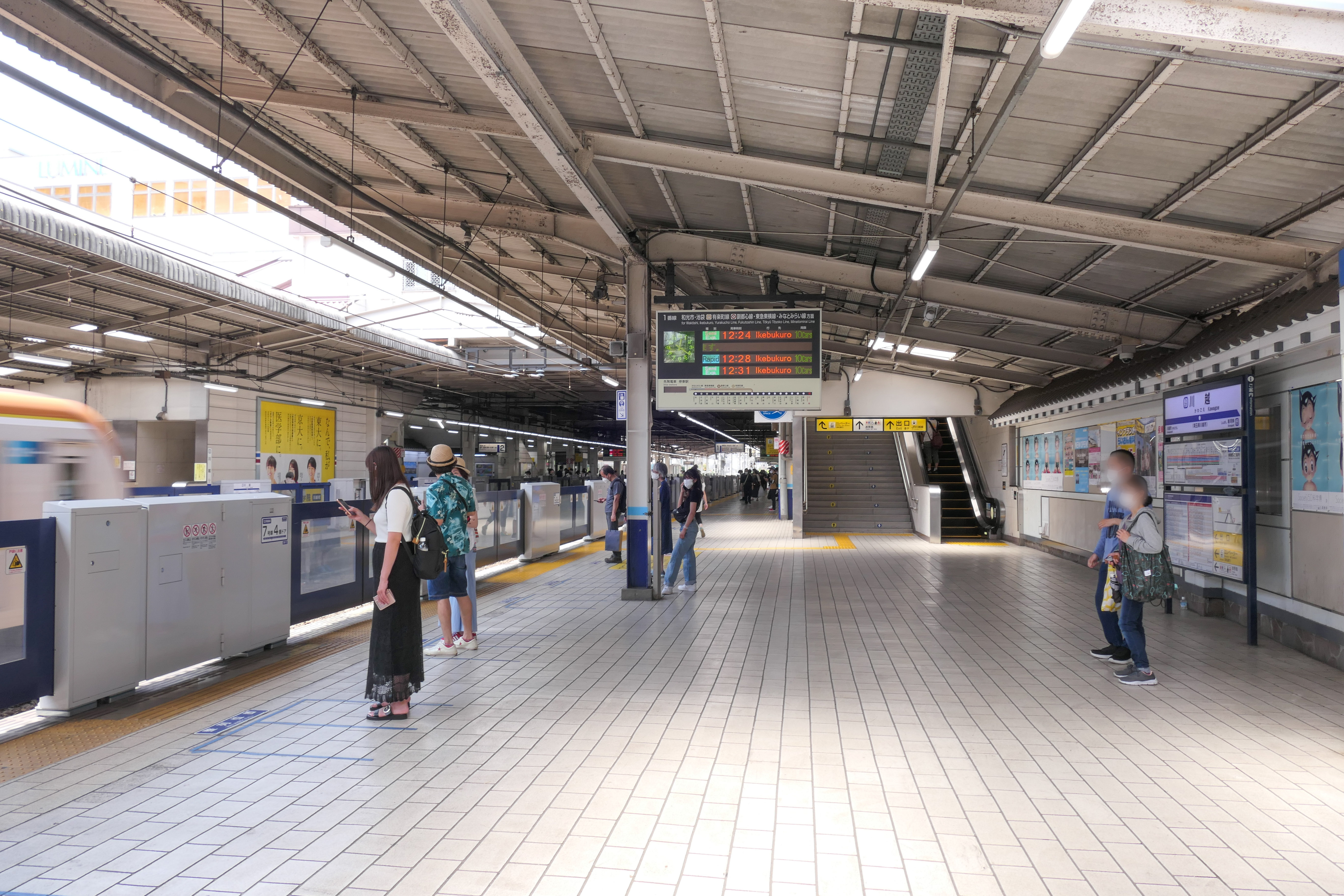
1番線ホーム（2021年7月）
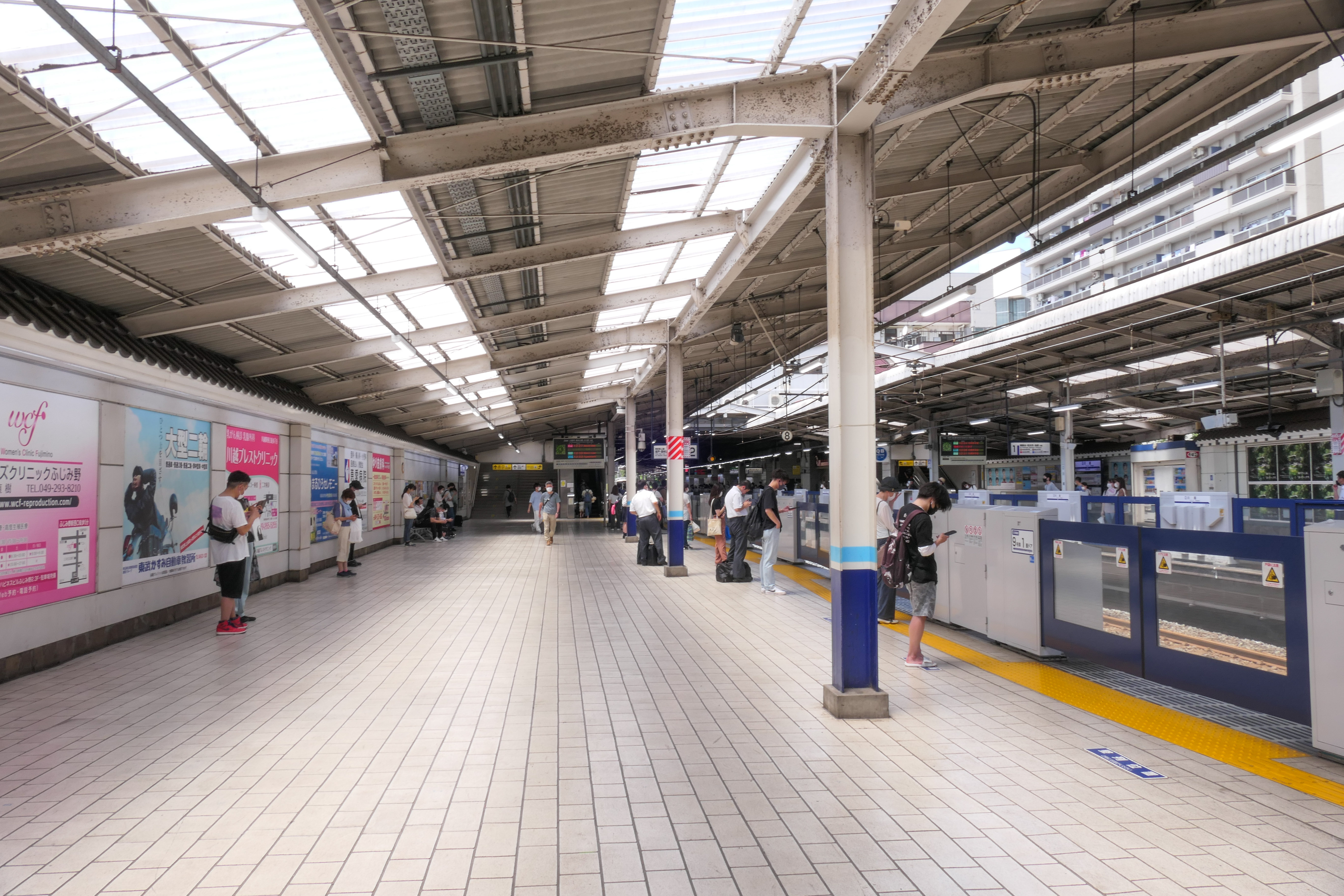
2番線ホーム（2021年7月）
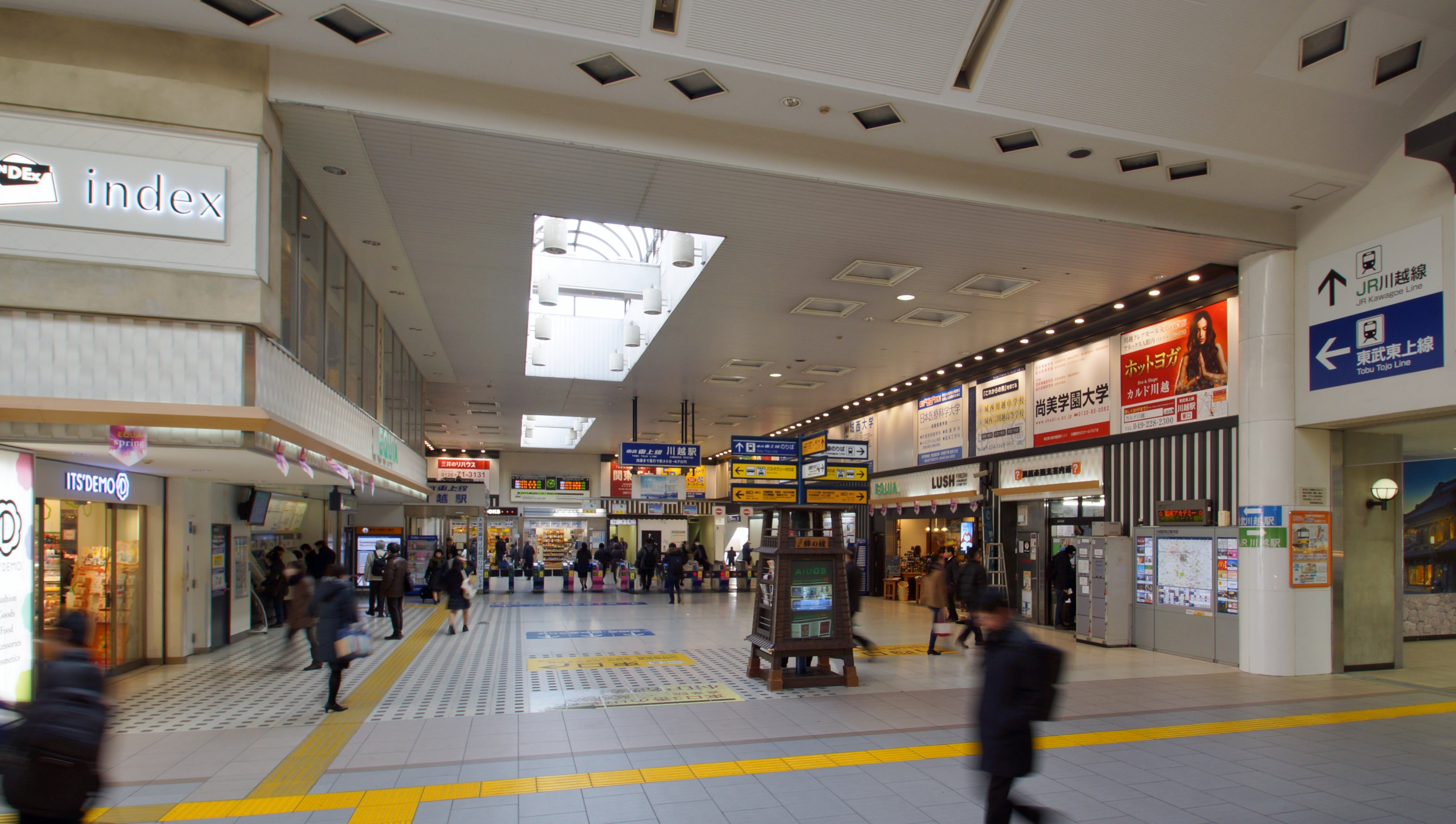
リニューアル前の改札口（2016年2月）

### JR東日本
島式ホーム2面3線を有する地上駅。番線表示は東武東上線からの通しとなっている。
川越線における運用上の拠点駅となっており、早朝の一部列車を除き、大宮駅方面（埼京線方面）、高麗川駅方面（八高線方面）のいずれの両方向からも川越線を乗り通すには当駅で乗り換えが必要となる。
上下線主本線の間に中線が入る形で、平日朝ラッシュ時以外は主に中線に高麗川方面への列車が発着する。中線は両側にホーム（4・5番線）を有しており、大宮方面への列車が3・6番線いずれのホームに入線しても階段の上り・下りなしに対面乗り換えができるようになっている。
大宮営業統括センター所属の直営駅で、管理駅として南古谷駅および西川越駅から武蔵高萩駅までの各駅を管理している。

#### のりば
| 番線  | 路線          | 方向 | 行先                 |
| ----- | ------------- | ---- | -------------------- |
| 3 - 6 | ■川越・埼京線 | 南行 | 大宮・新宿・大崎方面 |
| 3 - 6 | ■川越・埼京線 | 上り | 大宮・新宿・大崎方面 |
| 3 - 6 | ■川越・八高線 | 下り | 高麗川方面           |

（出典：JR東日本:駅構内図）
- 本項では高麗川方面のラインカラーを■灰色で表すが、実際の案内は両方向とも■グリーンのみ用いられている。
- 朝ラッシュ時は、主に大宮方面が4・5番線を、高麗川方面が3・6番線を交互に使用する。これは、大宮方面行において乗降分離による整列乗車を実施しているため[注釈 3]。
- 日中時間帯は、5・6番線は使用されず、大宮方面が3番線を、高麗川方面が4番線を使用する。なお、2010年3月のダイヤ改正までは大宮方面が3・6番線を、高麗川方面が4・5番線を交互に使用していた。
- 夕ラッシュ時以降は、主に大宮方面が3・6番線を、高麗川方面が4・5番線を交互に使用する。
- 高麗川方面の電車は終日ボタン操作による乗降ドアの半自動扱いを実施しているが、発車時刻の約1分前になると半自動扱いが解除され、すべての乗降ドアが開く。
- 改札周辺には、みどりの窓口（臨時窓口）、話せる指定席券売機[12]、VIEW ALTTE、KIOSKなどがある。
- かつては、貨物駅でもあった時期から東武東上本線と接続する側線が2線存在した。当時は東武の車両（旧型車から8000系非冷房車まで）を出搬入する際に当駅を使用しており、連絡線では貨物列車以外でも稀に団体列車の行き来もあった。貨物列車における輸送品目は石油・セメント・日用品・食糧品・砂利運搬の他に東武向けの社用品輸送も存在した。川越から東武は下板橋・寄居へと運転され、国鉄では高麗川・八王子・寄居・高崎への石油・セメント輸送、大宮方面では東北本線経由で隅田川への多種品目の輸送があった。その後、渡り線が撤去され、その位置に川越線のホームが増設されたため、現在では川越線と東武東上線は線路は繋がっていない。
- 電化以前は現在の5・6番線である島式1面2線のみを有しており、当時は4・5番線が割り振られていた。

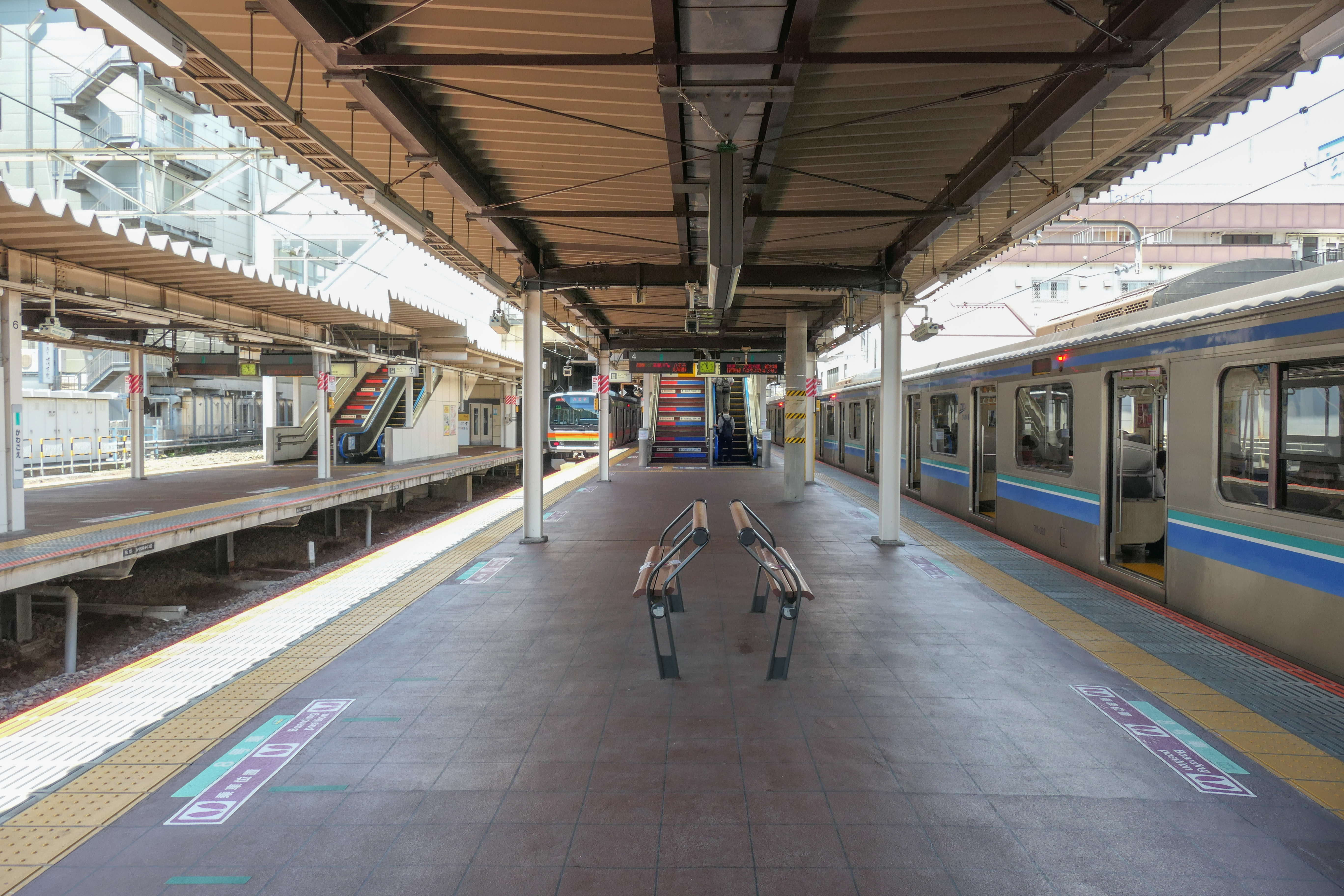
3・4番線ホーム（2021年7月）
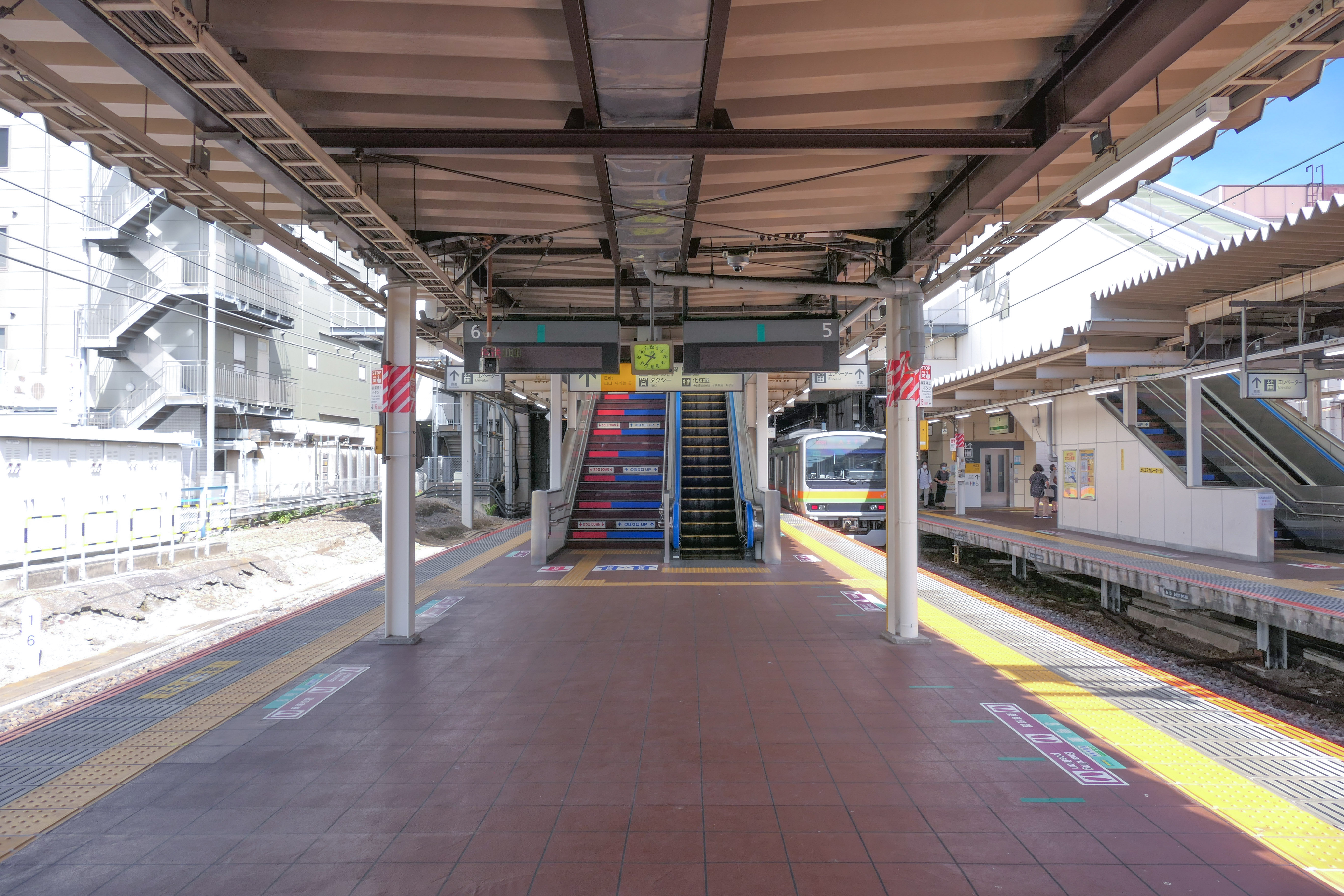
5・6番線ホーム（2021年8月）
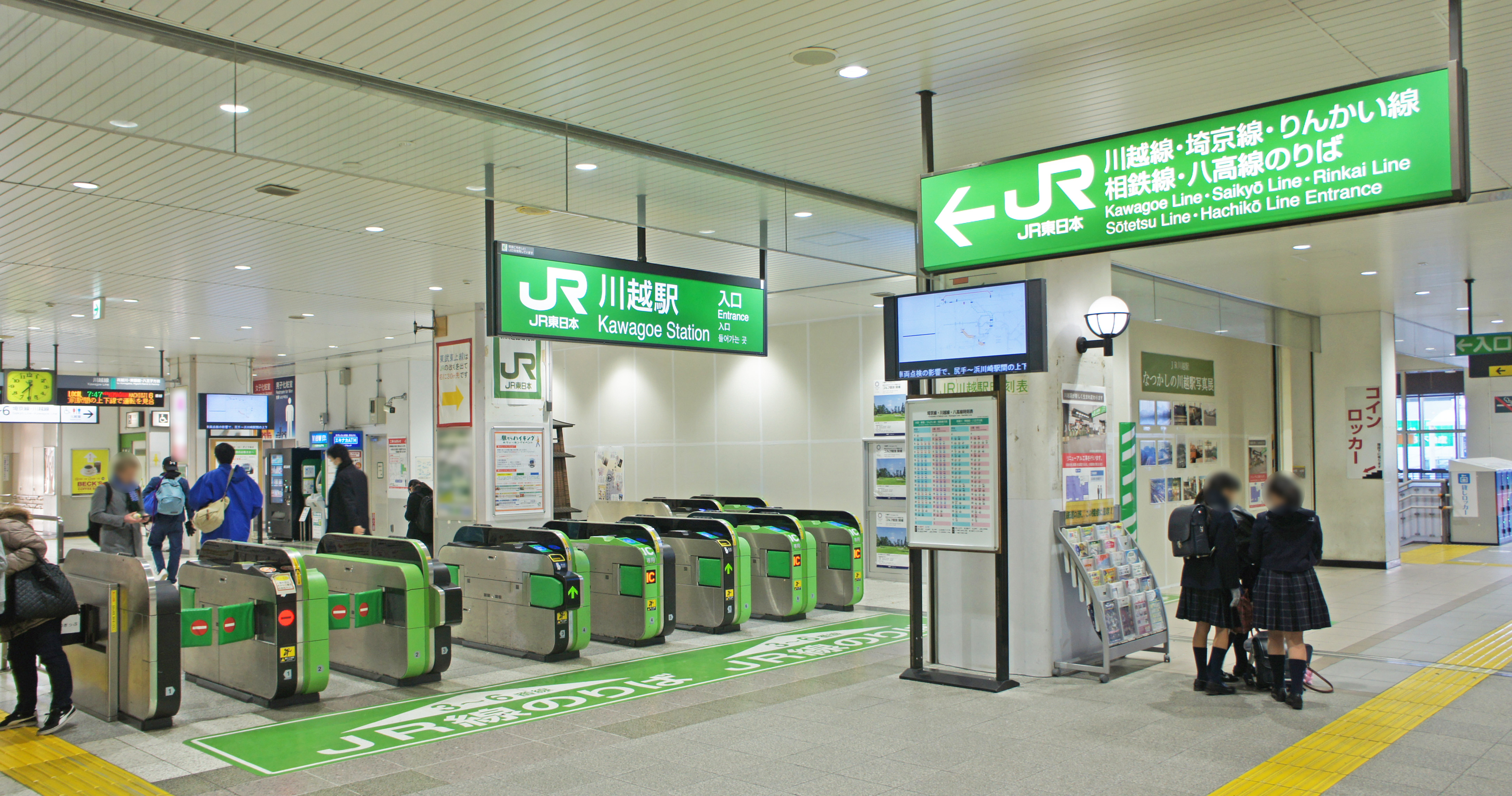
リニューアル前の改札口（2019年11月）

#### 改札内の商業施設
改札階
- NewDays
- いろり庵きらく
- TOKYO豚骨BASE MADE by 一風堂[18]
- サイボク JR川越駅店[報道 8][報道 9]

閉鎖された店舗
- BECK'S COFFEE SHOP
- GIFT GARDEN

## 利用状況
2018年度（平成30年度）の両社を合計した乗降人員は約20万人である。埼玉県の駅では大宮駅、和光市駅、南越谷駅・新越谷駅、北朝霞駅・朝霞台駅に次いで乗降人員が多い。
- 東武鉄道 - 2024年度（令和4年度）の1日平均乗降人員は117,404人である[東武 1]。
東上線の駅では池袋駅、和光市駅、朝霞台駅に次ぐ第4位である。
- JR東日本 - 2023年度（令和5年度）の1日平均乗車人員は35,294人である[利用客数 1]。
JR東日本管内において単線区間中にある駅としては最大の乗車人員数を有する。

### 年度別1日平均乗降人員
1978年度（昭和53年度）以降の1日平均乗降人員の推移は下表のとおりである（JRを除く）。
| 年度               | 東武鉄道         | 東武鉄道 |
| 年度               | 1日平均 乗降人員 | 増加率   |
| ------------------ | ---------------- | -------- |
| 1978年（昭和53年） | 68,828           |          |
| 1990年（平成02年） | 110,284          |          |
| 1991年（平成03年） | 120,772          | 9.5%     |
| 1992年（平成04年） | 123,400          | 2.2%     |
| 1993年（平成05年） | 122,720          | −0.6%    |
| 1994年（平成06年） | 124,022          | 1.1%     |
| 1995年（平成07年） | 125,407          | 1.1%     |
| 1996年（平成08年） | 123,789          | −1.3%    |
| 1997年（平成09年） | 120,685          | −2.5%    |
| 1998年（平成10年） | 117,541          | −2.6%    |
| 1999年（平成11年） | 116,078          | −1.2%    |
| 2000年（平成12年） | 115,288          | −0.7%    |
| 2001年（平成13年） | 115,628          | 0.3%     |
| 2002年（平成14年） | 115,015          | −0.5%    |
| 2003年（平成15年） | 116,164          | 1.0%     |
| 2004年（平成16年） | 116,922          | 0.7%     |
| 2005年（平成17年） | 116,615          | −0.3%    |
| 2006年（平成18年） | 117,270          | 0.6%     |
| 2007年（平成19年） | 120,505          | 2.8%     |
| 2008年（平成20年） | 122,438          | 1.6%     |
| 2009年（平成21年） | 121,773          | −0.5%    |
| 2010年（平成22年） | 121,558          | −0.2%    |
| 2011年（平成23年） | 121,051          | −0.4%    |
| 2012年（平成24年） | 123,242          | 1.8%     |
| 2013年（平成25年） | 127,243          | 3.2%     |
| 2014年（平成26年） | 125,687          | −1.2%    |
| 2015年（平成27年） | 128,021          | 0.6%     |
| 2016年（平成28年） | 126,600          | −1.1%    |
| 2017年（平成29年） | 126,451          | −0.1%    |
| 2018年（平成30年） | 126,508          | 0.0%     |
| 2019年（令和元年） | 124,534          | −1.6%    |
| 2020年（令和02年） | 87,676           | −29.6%   |
| 2021年（令和03年） | 99,262           | 13.2%    |
| 2022年（令和04年） | 110,102          | 10.9%    |
| 2023年（令和05年） | 114,751          | 4.2%     |
| 2024年（令和06年） | 117,404          | 2.3%     |

### 年度別1日平均乗車人員
1990年度（平成2年度）以降の1日の乗車人員の推移は下表のとおりである。
| 年度               | 東武鉄道 | JR東日本 | 出典                    |
| ------------------ | -------- | -------- | ----------------------- |
| 1990年（平成02年） | 54,722   | 25,819   |                         |
| 1991年（平成03年） | 61,690   | 34,123   |                         |
| 1992年（平成04年） | 63,046   | 34,317   |                         |
| 1993年（平成05年） | 62,528   | 35,605   |                         |
| 1994年（平成06年） | 63,250   | 36,655   |                         |
| 1995年（平成07年） | 63,681   | 36,929   |                         |
| 1996年（平成08年） | 63,078   | 37,562   |                         |
| 1997年（平成09年） | 61,383   | 36,779   |                         |
| 1998年（平成10年） | 59,642   | 35,804   |                         |
| 1999年（平成11年） | 58,809   | 35,473   | [ 県統計 1 ]            |
| 2000年（平成12年） | 58,306   | 35,181   | [ 県統計 2 ] [ JR 1 ]   |
| 2001年（平成13年） | 58,272   | 35,278   | [ 県統計 3 ] [ JR 2 ]   |
| 2002年（平成14年） | 57,951   | 35,177   | [ 県統計 4 ] [ JR 3 ]   |
| 2003年（平成15年） | 58,625   | 35,273   | [ 県統計 5 ] [ JR 4 ]   |
| 2004年（平成16年） | 59,009   | 35,719   | [ 県統計 6 ] [ JR 5 ]   |
| 2005年（平成17年） | 58,903   | 36,149   | [ 県統計 7 ] [ JR 6 ]   |
| 2006年（平成18年） | 59,265   | 36,997   | [ 県統計 8 ] [ JR 7 ]   |
| 2007年（平成19年） | 60,641   | 37,811   | [ 県統計 9 ] [ JR 8 ]   |
| 2008年（平成20年） | 61,487   | 37,939   | [ 県統計 10 ] [ JR 9 ]  |
| 2009年（平成21年） | 61,068   | 37,098   | [ 県統計 11 ] [ JR 10 ] |
| 2010年（平成22年） | 60,909   | 36,780   | [ 県統計 12 ] [ JR 11 ] |
| 2011年（平成23年） | 60,739   | 36,344   | [ 県統計 13 ] [ JR 12 ] |
| 2012年（平成24年） | 61,860   | 36,936   | [ 県統計 14 ] [ JR 13 ] |
| 2013年（平成25年） | 63,847   | 37,754   | [ 県統計 15 ] [ JR 14 ] |
| 2014年（平成26年） | 63,048   | 37,327   | [ 県統計 16 ] [ JR 15 ] |
| 2015年（平成27年） | 64,190   | 38,343   | [ 県統計 17 ] [ JR 16 ] |
| 2016年（平成28年） | 63,401   | 38,387   | [ 県統計 18 ] [ JR 17 ] |
| 2017年（平成29年） | 63,301   | 38,491   | [ 県統計 19 ] [ JR 18 ] |
| 2018年（平成30年） | 63,327   | 38,532   | [ 県統計 20 ] [ JR 19 ] |
| 2019年（令和元年） | 62,327   | 38,112   | [ 県統計 21 ] [ JR 20 ] |
| 2020年（令和02年） | 43,807   | 26,981   | [ 県統計 22 ] [ JR 21 ] |
| 2021年（令和03年） | 49,594   | 30,932   | [ 県統計 23 ] [ JR 22 ] |
| 2022年（令和04年） | 55,019   | 33,846   | [ 県統計 24 ] [ JR 23 ] |
| 2023年（令和05年） | 57,349   | 35,294   | [ 東武 2 ] [ JR 24 ]    |
| 2024年（令和06年） | 58,685   |          | [ 東武 1 ]              |

## 駅構内（改札外）
- エキア川越（駅構内商業施設） - 出店店舗の詳細は東武鉄道公式サイト「川越駅 店舗のご案内」を参照。
- ルミネ 川越店（駅ビル） - 出店店舗の詳細はルミネ公式サイト「フロアガイド」を参照。

## 駅周辺
当駅は、川越市の代表駅である。
東口は表口にあたり、当駅周辺から本川越駅周辺にかけて商業施設が集中し、賑わいを見せている。東口直結のペデストリアンデッキは、アトレマルヒロ2階通路を抜けてクレアモール入口まで続いている。また、ペデストリアンデッキは東上線・川越線の線路を跨いで西口側へも伸びている。クレアモールは川越新富町商店街振興組合と川越サンロード商店街振興組合の統一名称であり、川越駅から北に約1kmの繁華街が続く関東有数規模の商店街である。
西口はかつて川越少年刑務所が駅前にあるなど裏口然としていたが、その後刑務所が現在地に移転し企業のオフィスビル・学習塾・予備校が立地するようになった。現在、広域再開発計画を推進中である（後述）。
2007年4月1日より、駅周辺は川越市路上喫煙防止条例による路上喫煙禁止地区とされた。
「小江戸」と呼ばれる江戸の面影を残した旧市街地（いわゆる「蔵造りの町並み」）は、当駅から北へ1km以上離れた場所に位置している（川越市駅の方が近い）。
西武鉄道新宿線の本川越駅との連絡は、通り抜け通路が整備される以前は徒歩の場合、クレアモールを一直線（徒歩15分程度）でまっすぐ抜けるか、バスなどが通る「アカシア通り」「中央通り」を回るルートとなっていた。現在は本川越駅には川越市駅側に通り抜けられる通路が整備されたことから、クレアモールを経由しなくとも短時間で乗り換えが可能となっている。尚、川越駅及び本川越駅間に路線バスが運行しており、東口・西口いずれも便があるが、前者の方が運行本数は多い。運賃は100円で統一されている。
「川越市中心部の3駅を一体化する統合案」が川越市建築設計協会などから出されているが、実現の目処は立っていない。
東口駅前広場は、川越の街並みをメタファーとして使い、地域色を強く出したものとなっている。蔵まちの空間、形態をフェンス等に表現し、特産の織物のストライプを引用した舗装のデザインと、屋敷林に使われた巨木（ケヤキ）の再利用をしている。設計は実施設計が復建エンジニヤリング、設計協力に戸田芳樹風景計画。施工が鹿島建設、岩堀建設工業、川木建設で規模は地表部6,005 m2・嵩上部1,917 m2。1989年6月から1990年12月にかけて整備された。

### 東口
- 本川越駅 - 西武新宿線
- 川越警察署川越駅前交番
- 川越脇田郵便局
- アトレマルヒロ
  - 三井住友銀行川越支店
  - みずほ銀行川越駅前支店
- クレアモール（商店街）
- 川越マイン
- 丸広百貨店 川越本店
- 埼玉県立川越工業高等学校
- 埼玉県立川越総合高等学校
- わせがく高等学校 川越キャンパス
- トライ式高等学院 川越キャンパス
- KTCおおぞら高等学院 川越キャンパス
- 鹿島学園高等学校 川越キャンパス
- 埼玉県道39号川越坂戸毛呂山線

※川越市旧市街（川越市役所・大手町方面）へはバス利用が便利。

### 西口
- ヤオコーサポートセンター
- U_PLACE
  - 川越東武ホテル
  - 埼玉りそな銀行川越支店・川越南支店
  - 川越市役所川越駅西口連絡所
- ウェスタ川越
  - ウニクス（ヤオコー 川越西口店）
  - 川越駅西口郵便局
  - 埼玉県川越地方庁舎
- 武蔵野銀行川越南支店
- 足利銀行川越支店
- 群馬銀行川越支店
- 埼玉縣信用金庫川越支店
- 中央労働金庫川越支店
- むさし証券 川越支店
- 埼玉医科大学 かわごえクリニック
- 川越市立川越高等学校
- 国道16号・国道254号
- ヤオコー川越新宿（あらじゅく）店
- ベルク 川越新宿店
- ロヂャース 川越店
- 川越新宿郵便局

#### 西口広場再開発
西口に埼玉県・川越市・民間が共同で建設する「西部地域振興ふれあい拠点」（現在のウェスタ川越）に合わせて、西口駅前広場も大きく再開発された。以前の駅前噴水広場と地下道は廃され、バス・タクシーなど公共交通と一般車両の乗降場所を区分した形状となり、駅舎2階から70 mのペデストリアンデッキを建設し広場を横断する形に変更された。この工事は2014年3月26日に竣工し供用開始された。その後、2020年にはU_PLACE開業に合わせてペデストリアンデッキが延長された。

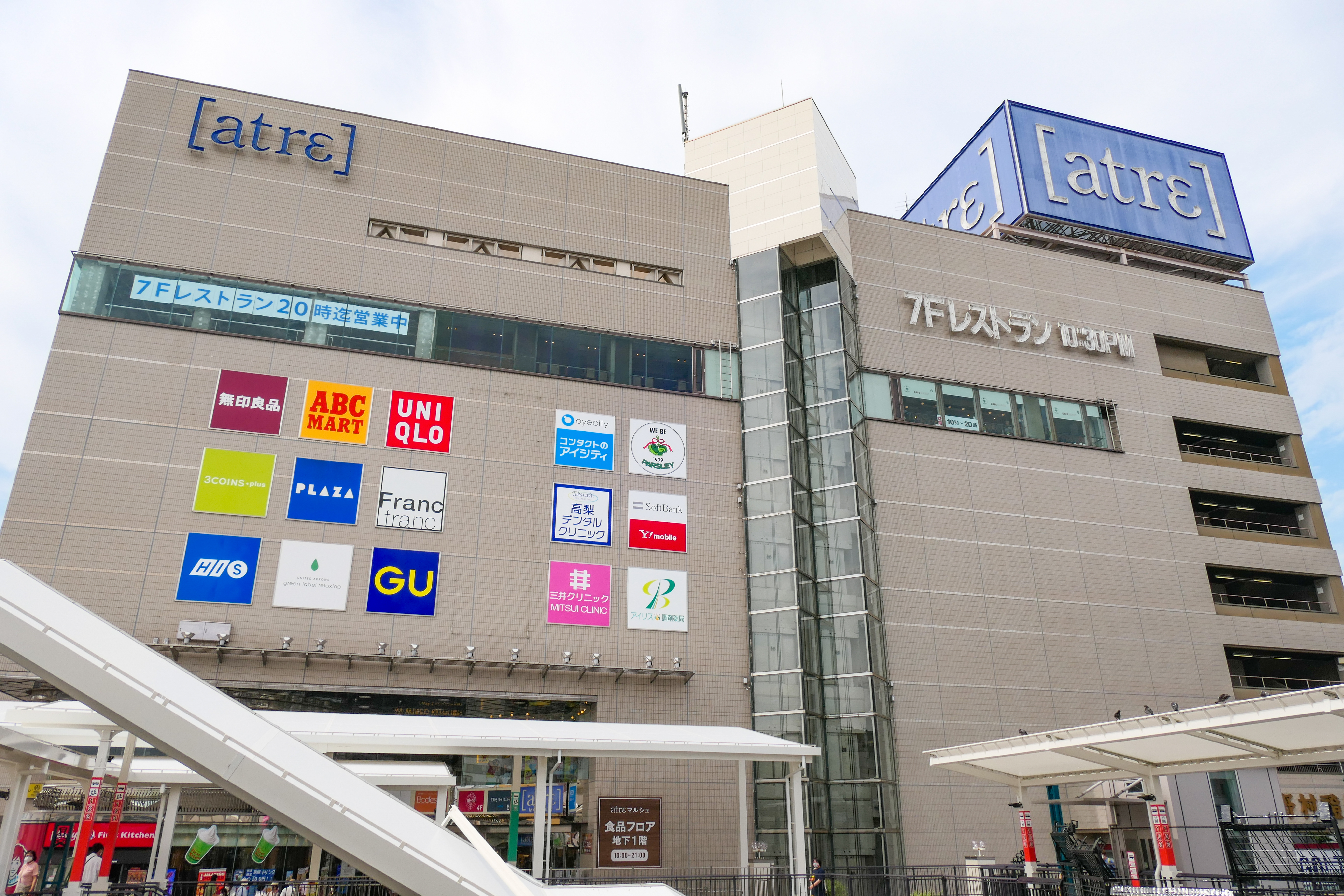
アトレまるひろ
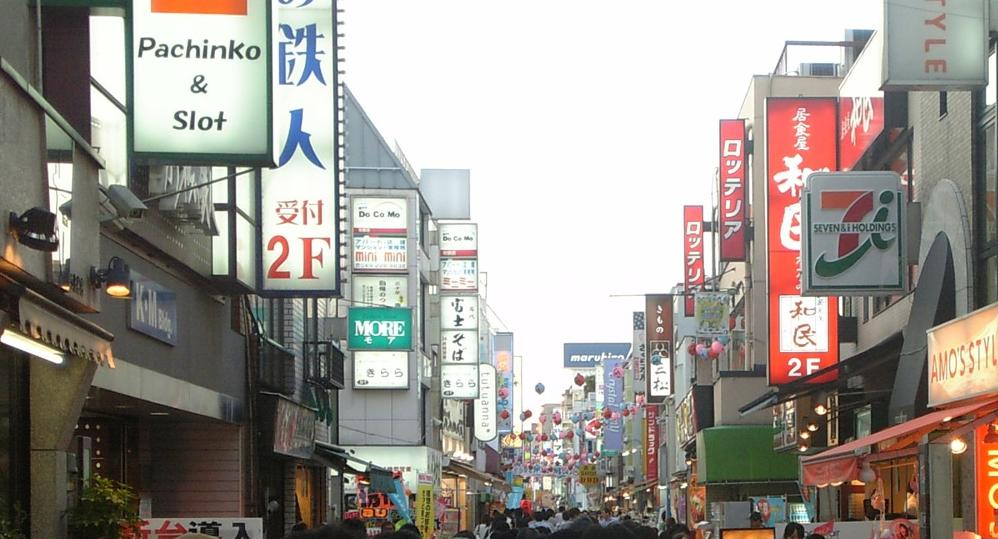
クレアモール

## バス路線

### 路線バス
路線バスのバス停は、東武バスはすべて東口側に、他社は主に西口側にある。どちらもペデストリアンデッキ・階段・エレベーターで駅出口と直結している。
| のりば | 運行事業者       | 系統・行先                                                                            | 備考                              |
| 東口   | 東口             | 東口                                                                                  | 東口                              |
| ------ | ---------------- | ------------------------------------------------------------------------------------- | --------------------------------- |
| 1      | 東武バスウエスト | 川越01：神明町車庫                                                                    |                                   |
| 2      | 東武バスウエスト | 川越02：八幡団地・東松山駅方面                                                        | 八幡団地止まりは深夜バスあり      |
| 3      | 東武バスウエスト | 名01・名03：小江戸名所めぐり                                                          |                                   |
| 4      | 東武バスウエスト | - 川越03：鴻巣駅方面 - 川越05：神明町車庫                                             |                                   |
| 5      | 東武バスウエスト | 川越04：桶川駅方面                                                                    |                                   |
| 6      | 東武バスウエスト | - 川越09：パイオニア - 若02：若葉駅                                                   | 「川越09」は平日朝夕夜のみ        |
| 7      | 東武バスウエスト | - 川越06：川越運動公園・上尾駅方面 - 川越08：宮下町循環                               | 「川越08」は土日祝日朝1本のみ運行 |
| 8      | 西武バス         | 本52：川越グリーンパーク方面                                                          |                                   |
| 西口   |                  |                                                                                       |                                   |
| 2      | イーグルバス     | 小江戸巡回バス                                                                        |                                   |
| 3      | 西武バス         | - 川越35・川越36：かすみ野 - 川越35-1・川越36-1：尚美学園大学 - 川越100：川越水上公園 | 「川越100」は夏期のみ運行         |
| 4      | 西武バス         | - 本53：今福中台 - 本54：川越営業所 - 川越61：南大塚駅南口 - 川越62：新狭山駅南口     |                                   |
| 5      | 西武バス         | - 新所02：新所沢駅東口 - 本55・深夜：西武バス所沢営業所                               |                                   |
| 6      | 西武バス         | 運行なし（バス降車場として使用）                                                      |                                   |
| 7      | 西武バス         | 高速：羽田空港、新潟、富士急ハイランド方面                                            |                                   |
| 8      | 西武バス         | 新所02・本53・本54・本55・川越35・川越35-1：本川越駅                                  |                                   |

### コミュニティバス
東口はロータリー外の川越マイン脇の道路上、西口はロータリー内の1番のりばから発着する。
| 運行事業者   | 系統・行先 |
| 東口         | 東口 |
| ------------ | --- |
| 川越シャトル | - 30：総合福祉センター / 南文化会館 - 31：総合福祉センター / 上福岡駅西口 - 32：総合福祉センター / 新河岸駅西口 - 34：川越総合高校循環 /新河岸駅東口 |
| 西口         | |
| 川越シャトル | - 20：霞ヶ関駅北口 - 21・22：南大塚駅北口 |

### 空港連絡バス
停留所は西口にある。
- 川越観光自動車[注釈 4]・京成バス千葉イースト・東武バスウエスト[注釈 5]
  - 坂戸・川越 - 成田空港線
- 西武バス（所沢営業所）・イーグルバス・東京空港交通
  - 羽田空港

### 高速バス
以下の便はすべて西口7番バス停より発着。
| 運行事業者                                | （愛称・）行先 | 備考                           |
| ----------------------------------------- | --- | ------------------------------ |
| - 東武バスウエスト - 京成トランジットバス | 東京ディズニーリゾート |                                |
| 日本中央バス                              | 富山駅前・金沢駅東口 |                                |
| - 西武観光バス - フジエクスプレス         | 富士急ハイランド・河口湖駅・富士山駅 |                                |
| - 関越交通 - 川越観光自動車               | 尾瀬号：武尊口・鎌田・土出温泉・尾瀬戸倉・大清水                                                                                             | 季節運行                       |
| 関越交通                                  | - 上州ゆけむりライナー みなかみ温泉号：上毛高原駅・水上駅・水上高原ホテル200 - 上州ゆけむりライナー 伊香保・四万温泉号：伊香保温泉・四万温泉 | 季節運行                       |
| アルピコ交通東京                          | 新島々・大正池・上高地 | 季節運行                       |
| 広栄交通バス                              | - ブルーライナー：梅田・神戸 - ふかや花園プレミアム・アウトレット                                                                            |                                |
| ジャムジャムエクスプレス                  | JAMJAMライナー：梅田・なんば・ユニバーサル・スタジオ・ジャパン                                                                               |                                |
| 平成エンタープライズ                      | VIPライナー：名古屋駅・金山駅 |                                |
| 広栄交通バス (JRバス関東アライアンス)     | ゆめぐり川越・大宮号：高崎駅・草津温泉・ホテルヴィレッジ                                                                                     | 元「ブルーライナー草津温泉号」 |

上記のほか、近鉄バスが京都・大阪行き「ウィングライナー」を2015年12月11日まで運行していた。

### スクールバス
川越市近辺の私立高等学校、大学へのスクールバスが複数運行されている。主に西口のU_PLACE前に設置されたスクールバス停留所および周辺道路から発着する。

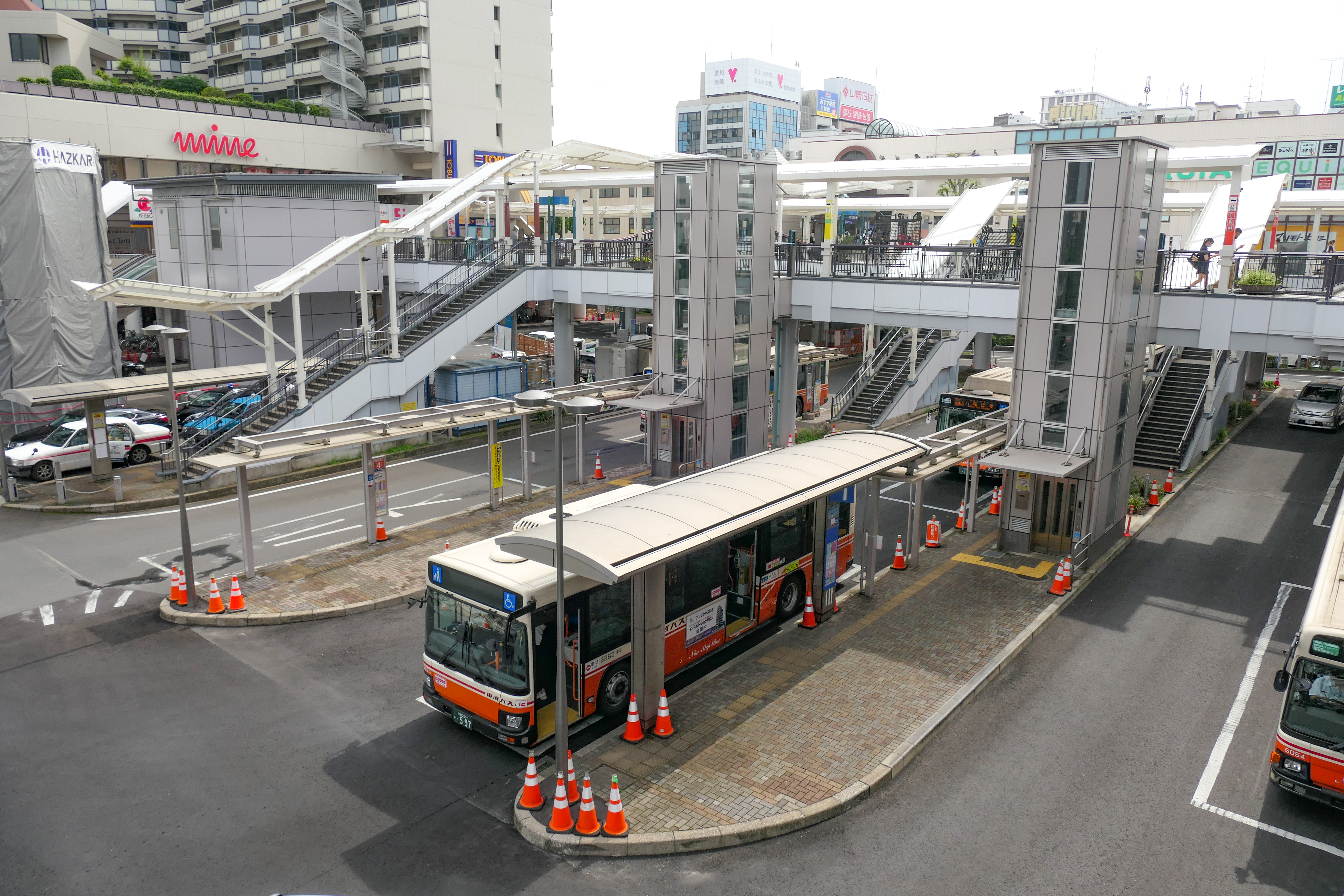
東口バス停全景

- 西武学園文理中学校・高等学校
- 城西川越中学校・城西大学付属川越高等学校
- 星野学園中学校・星野高等学校
- 秋草学園高等学校
- 狭山ヶ丘高等学校・付属中学校
- 東野高等学校
- 尚美学園大学
- 西武文理大学
- 武蔵野学院大学
- 日本薬科大学
- 秋草学園短期大学

- 東口バス停全景

## 隣の駅
東武鉄道
 東上本線
■川越特急・■快速急行（快速急行は当駅から小川町方面は各駅に停車）
朝霞台駅 (TJ 13) - 川越駅 (TJ 21) - 川越市駅 (TJ 22)
■TJライナー（上り列車）
ふじみ野駅 (TJ 18) ← 川越駅 (TJ 21) ← 坂戸駅 (TJ 26)
■TJライナー（下り列車）・■急行（急行は当駅から小川町方面は各駅に停車）
ふじみ野駅 (TJ 18) - 川越駅 (TJ 21) - 川越市駅 (TJ 22)
■準急・□普通
新河岸駅 (TJ 20) - 川越駅 (TJ 21) - 川越市駅 (TJ 22)
東日本旅客鉄道（JR東日本）
■川越線（大宮方面）
■通勤快速・■快速・■各駅停車
南古谷駅 - 川越駅
■川越線（高麗川方面）
川越駅 - 西川越駅
- 一部の高麗川方面行き列車は、南古谷駅を始発とする。

### 記事本文